# تریمارک پیکچرز
تریمارک پیکچرز (انگلیسی: Trimark Pictures) یک شرکت تولید و توزیع فیلم‌های تلویزیونی، سینمایی و ویدئو خانگی در آمریکا بوده است.
این شرکت در سال ۱۹۸۵ تأسیس و در سال ۲۰۰۰ منحل شده است، مارک امین تهیه‌کننده آمریکایی-ایرانی از مؤسسان این استودیو فیلم‌سازی بوده است.

## بخشی از فیلم‌های تولید کرده
- تن‌فروشی
- لپرکان
- مخ‌تعطیل
- کودکی در دربار شاه آرتور
- خم
- رئیس هیئت مدیره
- مکعب
- سایبورگ ۲
- سقوط آزاد
- شادی
- هرکول در نیویورک
- رمانتیک